# Icha (rejon kazbiekowski)
Icha (ros. Иха) – wieś w Rosji, w Dagestanie, w rejonie kazbiekowskim. W 2021 liczyła 210 mieszkańców, głównie Awarów.